# مورسیل
مورسیل (به سوئدی: Mörsil) یک منطقهٔ مسکونی در سوئد است که در بخش آووره واقع شده‌است. مورسیل ۱٫۲۲ کیلومتر مربع مساحت و ۶۸۶ نفر جمعیت دارد.